# Мердінген
Мердінген (нім. Merdingen) — громада в Німеччині, знаходиться в землі Баден-Вюртемберг. Підпорядковується адміністративному округу Фрайбург. Входить до складу району Брайсгау-Верхній Шварцвальд.
Площа — 14,39 км2. Населення становить 2561 ос. (станом на 31 грудня 2020).